# Uropeltis maculata
Uropeltis maculata är en ormart som beskrevs av Beddome 1878. Uropeltis maculata ingår i släktet Uropeltis och familjen sköldsvansormar. Inga underarter finns listade i Catalogue of Life.
Arten förekommer i två regioner i södra delen av bergstrakten Västra Ghats i Indien. Utbredningsområdet ligger 1800 till 2000 meter över havet. Habitatet utgörs av täta skogar, öppna skogar och bergsängar. Dessutom besöks odlingsmark. Honor lägger inga ägg utan föder levande ungar.
Storskalig turism i regionen skulle vara ett hot mot beståndet. IUCN listar Uropeltis maculata med kunskapsbrist (DD).